# أحمد كريمة
أحمد محمود كريمة (2 يونيو 1951 - ) أستاذ الفقه المقارن والشريعة الإسلامية بجامعة الأزهر، ولد في محافظة الجيزة، لم يكتف بتدريسه للشريعة الإسلامية في جامعة الأزهر فحسب، بل حرص على أن يتولى أيضاً إلقاء الخطب وإقامة الندوات بالمساجد ومراكز الشباب وقصور الثقافة، كما تخصص في نشر تعاليم الدين الإسلامى عبر العديد من البرامج الإذاعية والتليفزيونية داخل مصر وخارجها. درس العلوم الشرعية بالأزهر الشريف وقام بالعمل الدعوي في مساجد وندوات ومراكز شباب وقصور الثقافة والقوافل الدينية بالمحافظات. كتب في صحف ومجلات تخصصية وقدم أحاديث في برامج إذاعية وتليفزيونية بمصر وخارجها لمدة 40 عاماً. قام بالتدريس بجامعة الإمام محمد بن سعود الإسلامية «المعاهد العلمية» بالسعودية من 1981 حتى 1985. درس العلوم الشرعية ووضع منهج التربية الإسلامية لسلطنة عُمان من 1997 حتى 2003. حصل علي درجة العالمية «الدكتوراه» في الفقه مع مرتبة الشرف الأولى ويعمل أستاذاً للشريعة بكلية الدراسات الإسلامية والعربية بجامعة الأزهر بالقاهرة.

## من مواقفه
عارض المسودة المقترحة لقانون الأحوال الشخصية الذي يقضي بمعاقبة الزوج إذا تزوج ثانية ولم يخبر زوجته الأولى واعتبر القانون مخالفا للشريعة الإسلامية.

## من مؤلفاته
كريمة، معروف بأفكاره الوسطية، والتي بلورها في العديد من المؤلفات، من أبرزها:
- الاعتداءات الأثيمة على السنة النبوية القويمة.
- الوجيز في حقيقة الإيمان.
- الرضاع وأحكامه في الشريعة الإسلامية.
- سجود الشكر وأحكامه في الفقه الإسلامي.
- وسائل الدفاع الشرعى ومقاصده.

كما عرف عنه قيامه بمعالجة التطرف المنسوب إلى الدين بمؤلفات منشورة، من أهمها:
- السلفية بين الأصيل والدخيل.
- قضية التكفير في الفقه الإسلامي.
- حرمة التكفير.
- فتنة التكفير.
- اعتزل تلك الفرق.
- إسلام بلا فرق.
- قضية الحكم بغير ما أنزل الله تعالى.
- السنة النبوية بين الاجتراء والافتراء.
- إراحة الأنام في راجح وأدلة الأحكام.